# Zapovednik Toengoesski
Zapovednik Toengoesski (Russisch: Государственный природный заповедник «Тунгусский») is een strikt natuurreservaat gelegen in de regio Krasnojarsk in de Oost-Siberische taiga. De oprichting tot zapovednik vond plaats op 9 oktober 1995 per decreet van de regering van de Russische Federatie. Het reservaat heeft een oppervlakte van 2.965,62 km². Ook werd er een bufferzone van 202,41 km² ingesteld.

## Oprichting
Ongeveer 70 kilometer ten noordwesten van het plaatsje Vanavara, aan de noordrand van het reservaat, vond op 30 juni 1908 de Toengoeska-explosie plaats. De breedst geaccepteerde verklaring voor deze explosie is het binnendringen in de aardatmosfeer van een meteoriet, die circa 2.250 km² aan bomen ontwortelde en 200 km² aan vegetatie verbrandde. Hoewel de explosie al gebeurde in 1908, vond de eerste expeditie naar het gebied pas plaats in 1927. Er werd een wetenschappelijke basis opgezet ter bestudering van de Toengoeska-explosie, dat in 1980 tot monument werd verklaard. Omdat het gebied sinds het begin van de jaren 70 werd bedreigd door exploratie naar onder meer olie en aardgas, werd besloten het gebied te beschermen. De oprichting van het reservaat hangt dan ook nauw samen met het onderzoek naar de Toengoeska-explosie.

## Kenmerken
Zapovednik Toengoesski is gelegen tussen de rivieren Stenige Toengoeska en Kimtsjoe. Bossen bedekken ongeveer 70% van het reservaat en worden gedomineerd door lariks- en lariks-dennenbossen. Veelvoorkomende bosvormers zijn de grove den (Pinus sylvestris) en hybriden van de Aziatische lariks (Larix gmelinii) en Siberische lariks (Larix sibirica). In mindere mate vormen zich ook zuivere bestanden met Siberische lariksen en bestanden met Siberische dennen (Pinus sibirica) en Siberische sparren (Picea obovata). Naast bossen zijn er in het reservaat talloze hoogvenen, rotshellingen, rivieren en beken.

## Dierenwereld
Op het grondgebied van het reservaat zijn 41 soorten zoogdieren vastgesteld, waaronder de bruine beer (Ursus arctos), sabelmarter (Martes zibellina), veelvraat (Gulo gulo), eland (Alces alces), rendier (Rangifer tarandus) en sneeuwhaas (Lepus timidus). De dichtheid van de meeste zoogdieren is echter laag. Onder de 173 vastgestelde vogelsoorten zijn bijvoorbeeld het auerhoen (Tetrao urogallus), hazelhoen (Tetrastes bonasia), pestvogel (Bombycilla garrulus) en bladkoning (Phylloscopus inornatus) algemeen voorkomend.